# 王韶
王 韶（おう しょう、526年 - 593年）は、中国の北周から隋にかけての軍人・政治家。字は子相。

## 経歴
太原王氏の出身と自称していたが、代々京兆郡に住んでいた。父の王諒は、若くして死去した。王韶は北周に仕えて軍功を重ね、車騎大将軍・儀同三司に進んだ。軍正に転じた。576年、北周の武帝が親征して北斉の晋州を落とすと、軍を返そうと考えていたが、王韶は「北斉はタガがゆるみきっていて、一戦してその喉を扼す機会である」とさらなる進軍を勧めた。577年、北斉が平定されると、王韶の位は開府儀同三司に進み、晋陽県公に封ぜられた。内史中大夫に転じた。578年、宣帝が即位すると、豊州刺史に任ぜられ、昌楽県公に改封された。
581年、隋が建国されると、王韶の爵位は項城郡公に進んだ。霊州刺史に転じ、大将軍の位を加えられた。晋王楊広が并州に駐屯すると、王韶はその下で行台右僕射に任ぜられた。王韶は剛直な性格で、諮問しても決まりに反することは言わなかったので、楊広はかれをはばかった。王韶が長城に行っている隙に、楊広が池を築き、築山の工事を起こしたことがあったが、王韶が帰還すると、自らの身に鎖をかけて諫めたので、楊広は陳謝して取りやめた。
南朝陳に対する征戦において、王韶は本官のまま元帥府司馬となり、軍を率いて河陽におもむき、隋軍の本隊と合流した。寿陽に到着すると、高熲とともに軍の物資を調達して、滞ることがなかった。建康が陥落すると、王韶はそこに駐屯した。晋王楊広が軍を返すと、王韶は石頭にとどまって占領地の治安を確保した。1年あまりして長安に召還され、位は柱国に進んだ。
591年、文帝が并州に幸すると、特別に王韶の労苦をねぎらった。秦王楊俊が并州総管となると、王韶は并州長史となった。593年、長安にもどり死去した。享年は68。煬帝（楊広）が即位すると、司徒・尚書令・霊豳等十州刺史・魏国公の位を追贈された。
子の王士隆が後を嗣いだ。王士隆は煬帝に仕えて備身将軍となり、耿公に改封された。王世充が自立すると、王士隆はその下で尚書右僕射に任ぜられ、憂憤のあまり背中にできものができて死去した。

## 伝記資料
- 『隋書』巻六十二 列伝第二十七
- 『北史』巻七十五 列伝第六十三